# Club Deportivo Miajadas
El Club Deportivo Miajadas fue un equipo de fútbol español fundado en 1944 proveniente del municipio de Miajadas, en la comunidad autónoma de Extremadura. Compitió por última vez en la Tercera Federación donde descendería a la Primera División Extremeña tras finalizar la temporada en decimocuarta posición. A pesar de que en un principio el equipo intentaría inscribirse en la categoría las deudas que el club tenía obligaron a convocar una asamblea extraordinaria el 10 de julio de 2023 en la que se acordaría la disolución de la entidad y poner fin a 78 años de historia.

## Trayectoria
| Temporada | División | Posición | Copa del Rey |
| --------- | -------- | -------- | ------------ |
| -2004     | Regional | —        |              |
| 2004/05   | 3.ª      | 11.º     |              |
| 2005/06   | 3.ª      | 5.º      |              |
| 2006/07   | 3.ª      | 8.º      |              |
| 2007/08   | 3.ª      | 15.º     |              |
| 2008/09   | 3.ª      | 15.º     |              |
| 2009/10   | 3.ª      | 12.º     |              |
| 2010/11   | 3.ª      | 9.º      |              |
| 2011/12   | 3.ª      | 6.º      |              |
| 2012/13   | 3.ª      | 13.º     |              |
| 2013/14   | 3.ª      | 19.º     |              |
| 2014/15   | 1.ª Reg  | 14.º     |              |
| 2015/16   | 1.ª Reg  | 6.º      |              |
| 2016/17   | 1.ª Reg  | 5.º      |              |
| 2017/18   | 1.ª Reg  | 2.º      |              |
| 2018/19   | 1.ª Reg  | 3.º      |              |
| 2019/20   | 3.ª      | 16.º     |              |
| 2020/21   | 3.ª      | 2.º      |              |
| 2021/22   | 3.ª RFEF | 13.º     |              |
| 2022/23   | 3.ª RFEF | 14.º     |              |